# Fastring
Ein Fastring ist in der Mathematik die Verallgemeinerung der algebraischen Struktur eines Ringes, in der die Addition nicht mehr kommutativ sein muss und in der nur ein einseitiges Distributivgesetz gilt. Im Allgemeinen werden Fastringe verwendet, um algebraisch mit Funktionen auf Gruppen arbeiten zu können.

## Definitionen

### Fastring
Ein Rechtsfastring oder kurz Fastring ist eine algebraische Struktur {\displaystyle (F,+,\cdot )} mit zwei zweistelligen Verknüpfungen Addition {\displaystyle +} und Multiplikation {\displaystyle \cdot } für die gilt:
1. {\displaystyle (F,+)\,} ist eine Gruppe.[1]
2. {\displaystyle (F,\cdot )} ist eine Halbgruppe.
3. Das rechtsseitige Distributivgesetz ist gültig: {\displaystyle (a+b)\cdot c=(a\cdot c)+(b\cdot c)} für alle {\displaystyle a,b,c\in F.}

{\displaystyle (F,+,\cdot )} wird hingegen ein Linksfastring genannt, wenn an Stelle des rechtsseitigen Distributivgesetzes
  3.′   das linksseitige Distributivgesetz gültig ist: {\displaystyle c\cdot (a+b)=(c\cdot a)+(c\cdot b)} für alle {\displaystyle a,b,c\in F.}
Erfüllt ein Fastring beide Distributivgesetze, so heißt er distributiver Fastring, ist also Rechts- und Linksfastring.
Man nennt einen Fastring {\displaystyle (F,+,\cdot )}, bei dem die additive Gruppe {\displaystyle (F,+)\,} kommutativ ist, abelsch. Wenn jedoch die multiplikative Halbgruppe {\displaystyle (F,\cdot )} kommutativ ist, dann bezeichnet man dagegen {\displaystyle (F,+,\cdot )} als kommutativ. Kommutative Fastringe sind stets distributiv.
Produkte werden vereinfachend auch ohne das Multiplikationszeichen {\displaystyle ab:=a\cdot b}  für alle {\displaystyle a,b\in F} geschrieben und zur Klammerersparnis binde wie üblich im Folgenden die Multiplikation stets stärker als die Addition.
Definiert man auf einem Fastring {\displaystyle (F,+,\cdot )} eine zweistellige Verknüpfung Subtraktion {\displaystyle -} gemäß
{\displaystyle a-b:=a+(-b)\,} für alle {\displaystyle a,b\in F,}
so gilt auch für diese wegen
{\displaystyle (a-b)c+bc=(a-b+b)c=(a+0)c+0=ac-(bc)+bc\,}
das rechtsseitige Distributivgesetz: {\displaystyle (a-b)\cdot c=(a\cdot c)-(b\cdot c)} für alle {\displaystyle a,b,c\in F.}
Analog gilt für einen Linksfastring das entsprechende linksseitige Distributivgesetz der Subtraktion.

### Nullelement
Jeder Fastring {\displaystyle (F,+,\cdot )} besitzt gemäß der Definition ein neutrales Element 0 bezüglich der Addition, d. h.
{\displaystyle 0+a=a+0=a\,} für alle {\displaystyle a\in F.}
Dieses heißt das Nullelement oder kurz die Null des Rechts- bzw. Linksfastringes. Es ist bei einem (Rechts-)Fastring bezüglich der Multiplikation linksabsorbierend:
{\displaystyle 0\cdot a=(a-a)a=aa-aa=0} für alle {\displaystyle a\in F}
und bei einem Linksfastring rechtsabsorbierend, jedoch ist die Null im Allgemeinen nicht beidseitig absorbierend.

### Einselement
Hat ein Fastring {\displaystyle (F,+,\cdot )} auch ein neutrales Element 1 bezüglich der Multiplikation,
{\displaystyle 1\cdot a=a\cdot 1=a} für alle {\displaystyle a\in F,}
so nennt man dieses das Einselement oder kurz die Eins des Fastringes.

### Fastkörper
Bildet außerdem {\displaystyle (F\setminus \{0\},\cdot )} eine Gruppe, dann heißt der Fastring {\displaystyle (F,+,\cdot )} Fastkörper. Es lässt sich zeigen, dass die additive Gruppe dann abelsch ist.

### Halbfastring
Die Definition eines Fastrings lässt sich noch zu einem Halbfastring {\displaystyle (F,+,\cdot )} verallgemeinern, in dem an Stelle der Gruppeneigenschaft der Addition nur noch gefordert wird:
      1.′   {\displaystyle (F,+)\,} ist eine Halbgruppe.

## Beispiele
- Typische Beispiele für Fastringe sind Mengen von Selbstabbildungen auf Gruppen. Sei etwa {\displaystyle (G,+)\,} eine Gruppe und {\displaystyle G^{G}} bezeichne die Menge aller Funktionen {\displaystyle f\colon G\to G}, dann überträgt sich die Gruppenstruktur auf {\displaystyle G^{G}} durch

{\displaystyle (f+g)(x):=f(x)+g(x)\,} für alle {\displaystyle x\in G.}
Außerdem bildet {\displaystyle G^{G}} mittels der Komposition {\displaystyle \circ } ein Monoid, so dass dann {\displaystyle \left(G^{G},+,\circ \right)} ein Fastring mit Eins {\displaystyle \operatorname {id} _{G}} ist, da das rechtsseitige Distributivgesetz automatisch erfüllt ist:
{\displaystyle ((f+g)\circ h)(x)=(f+g)\left(h(x)\right)=f\left(h(x)\right)+g\left(h(x)\right)=(f\circ h)(x)+(g\circ h)(x)=(f\circ h+g\circ h)(x)} für alle {\displaystyle x\in G.}
- Ist {\displaystyle \ (F,+,0)} eine Gruppe und {\displaystyle \ A} eine Untergruppe der  Automorphismengruppe von {\displaystyle \ F}, die scharf-transitiv auf {\displaystyle F\setminus \{0\}} operiert, d. h. für zwei Elemente {\displaystyle x,y\in F\setminus \{0\}} gibt es genau ein {\displaystyle g\in A} mit {\displaystyle \ g(x)=y}, dann kann man wie folgt eine Operation {\displaystyle \ \circ } auf {\displaystyle F} definieren: Man wählt ein festes Element {\displaystyle e\in F\setminus \{0\}}. Sind {\displaystyle \ a,b\in F\setminus \{0\}}, so gibt es eindeutig bestimmte Elemente {\displaystyle \ g,h\in A} mit {\displaystyle \ g(e)=a} und {\displaystyle \ h(e)=b}. Man definiert dann {\displaystyle \ a\circ b:=g(h(e))}, ferner setzt man {\displaystyle \ 0\circ a=a\circ 0=0} für alle {\displaystyle \ a\in F}. Dann ist {\displaystyle \ (F,+,\circ ,0,e)} ein Fastkörper, dessen multiplikative Gruppe  isomorph zu {\displaystyle \ A} ist. Das rechtsseitige Distributivgesetz ist wegen {\displaystyle g(h(e)+k(e))=g(h(e))+g(k(e))} für alle {\displaystyle g,h,k\in A} erfüllt. Ist {\displaystyle \ F=Z_{3}^{2}}, so enthält die Automorphismengruppe von {\displaystyle F} eine Untergruppe, die isomorph zur  Quaternionengruppe  der Ordnung 8 ist. Diese Gruppe operiert scharf-transitiv auf {\displaystyle F\setminus \{0\}}. So erhält man ein minimales Beispiel für einen Fastkörper, der kein Körper ist.
- Die Menge aller abzählbaren Ordinalzahlen bildet mit der Ordinalzahladdition und Ordinalzahlmultiplikation einen Links-Halb-Fastring, d. h. die Addition bildet keine Gruppe, sondern nur ein (nicht kommutatives) Monoid und es gilt nur das linke Distributivgesetz.

## Eigenschaften
- Jeder Fastring {\displaystyle (F,+,\cdot )} hat einen 0-symmetrischen Teil {\displaystyle F_{0}=\{a\in F\mid a\cdot 0=0\}} und einen konstanten Teil {\displaystyle F_{c}=\{a\in F\mid a\cdot 0=a\},} so dass {\displaystyle F_{0}\cap F_{c}=\{0\}} gilt.